# 龍澤寺 (西予市)
龍澤寺（りゅうたくじ）は、愛媛県西予市にある寺院である。曹洞宗總持寺派に属し、56ケ寺の末寺を持っている。山号は禹門山（うもんざん）で、新四国曼荼羅霊場51番札所である。なお、寺までの道路案内は「竜沢寺」と書かれている。
ご詠歌：禹門山　天に登れば　龍澤寺　釈迦三尊の　智慧にあまねく

## 概要
- 1323年に創基、当時は龍天寺として名乗り、現在の北宇和郡鬼北町にあった[1]。1433年に薩摩藩主島津元久の長男で、巡航した仲翁守邦禅師が中興し、現在の龍澤寺と改名、寺の鬼瓦に島津家の家紋「丸に十」が刻まれている[3]。桃山時代の建築様式の七堂伽藍を建っており、3700坪の広大な敷地を持つ[4]。
- 座禅で修行したり、法話を聞いたり、精進料理を頂くことができる。
- 毎年4月には釈迦の誕生日を祝う花祭りが行われている[5]。

## 伽藍
- 偃月橋（えんげつきょう）：屋根付き橋
- 仁王門
- 山門
- 鎮守堂（山門の右）：成王瀬権現を祀る
- 中雀門
- 本堂：戸は閉まっているが開く。本尊を拝顔できる。
- 禅堂（左）
- 庫裡（右）
- 開山堂（本堂の後ろ）
- 接賓・一義室
- 方丈室・新方丈室
- 経蔵・浴室等諸堂

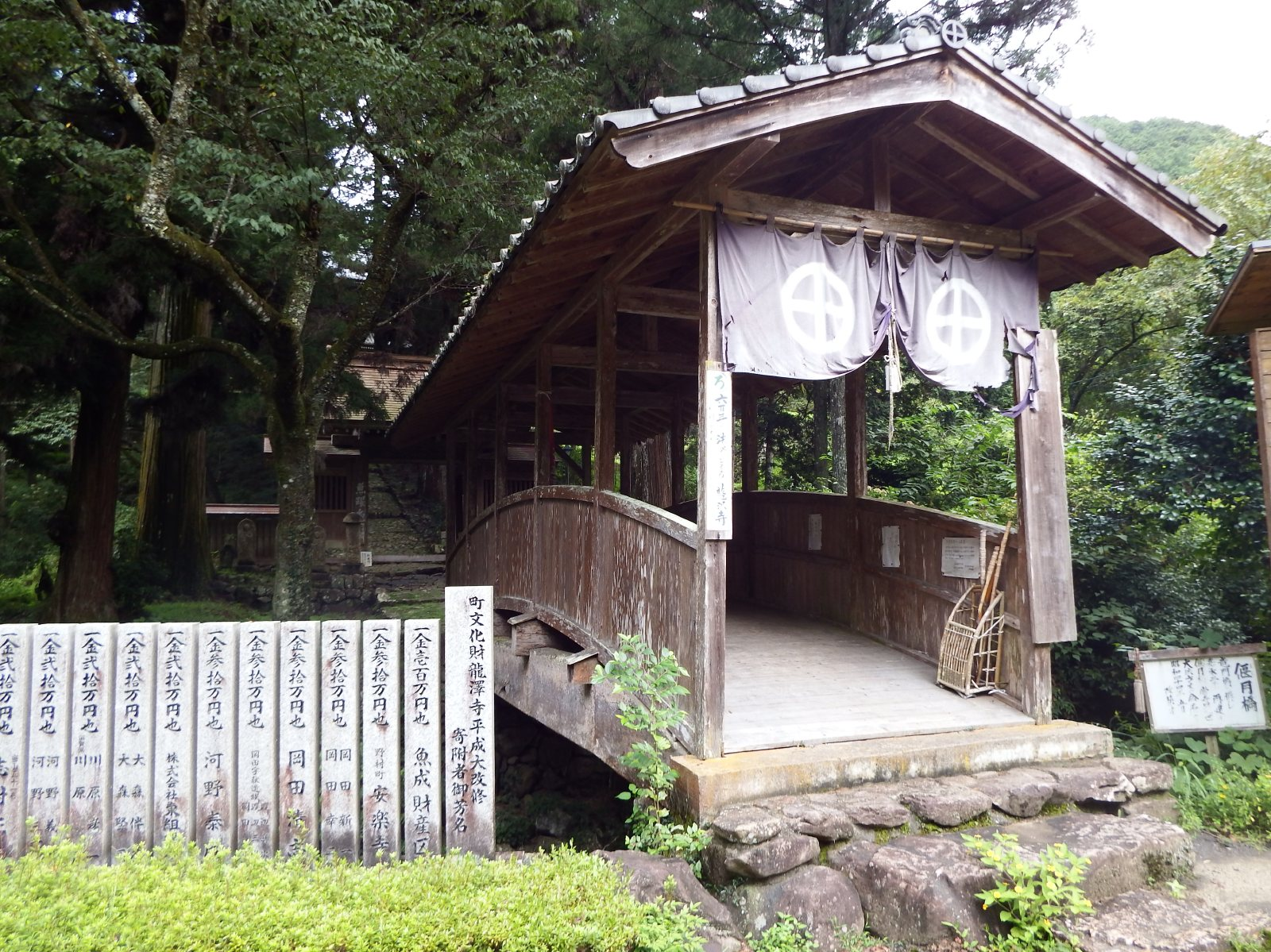
偃月橋
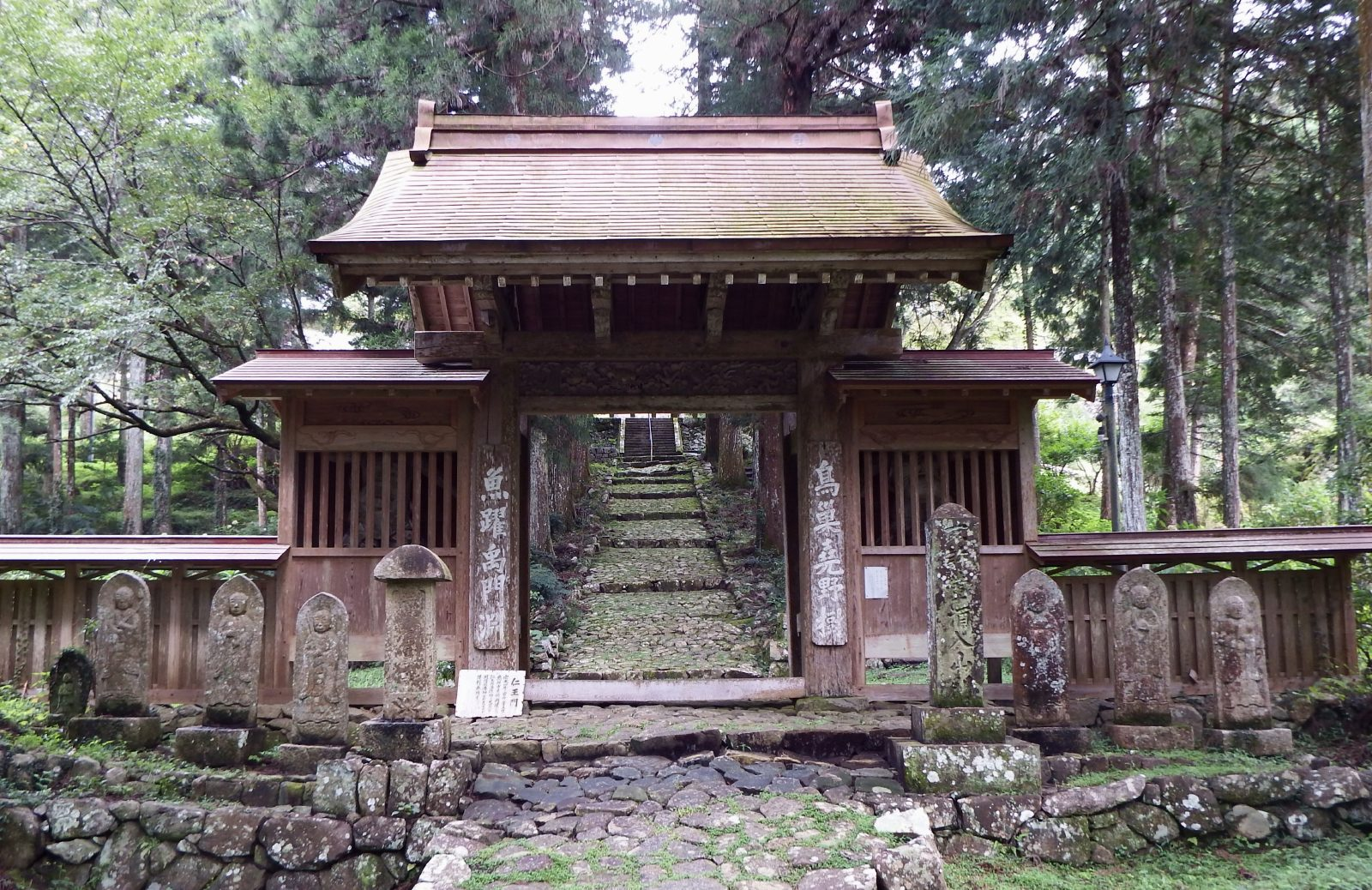
仁王門
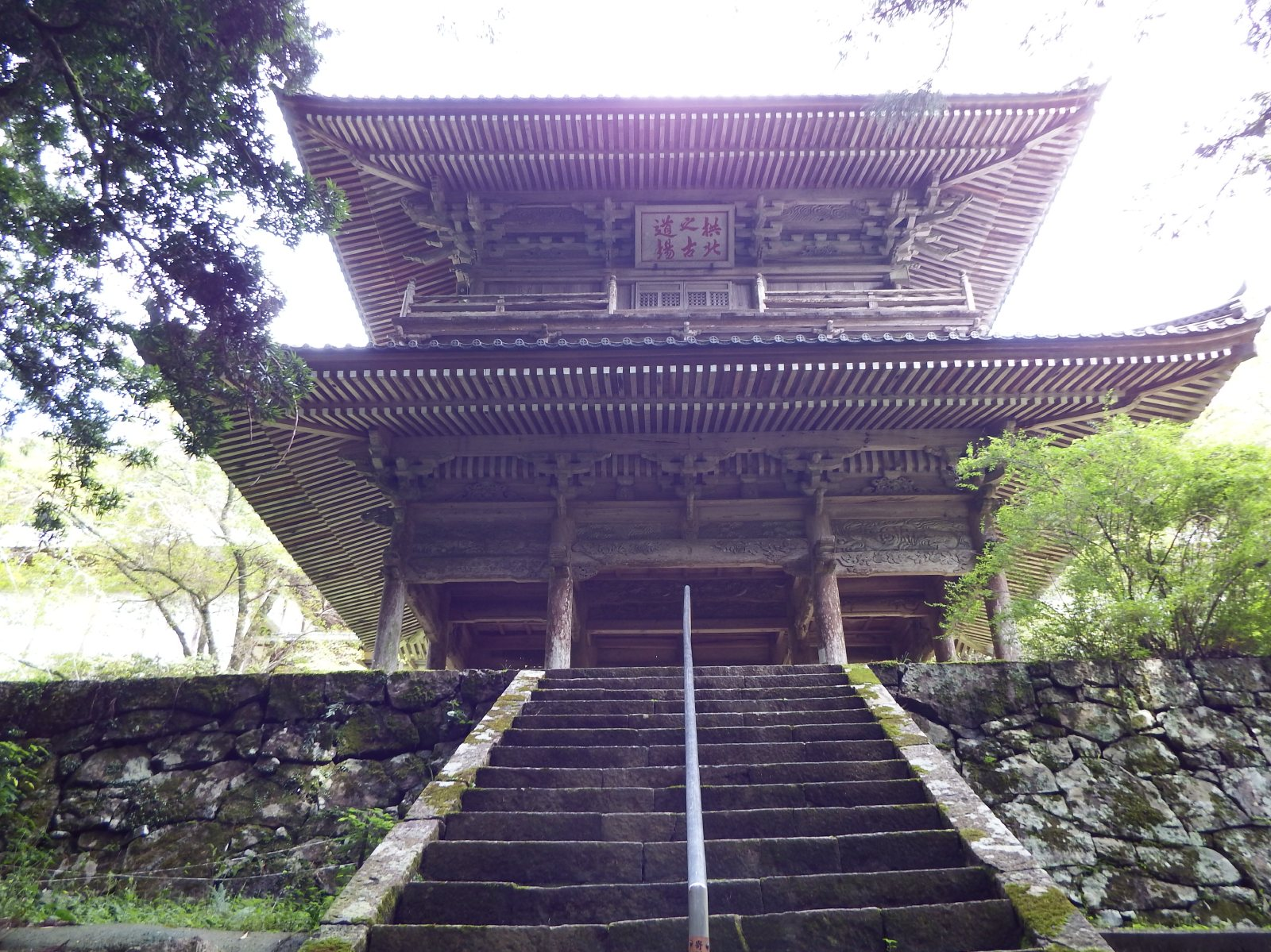
山門
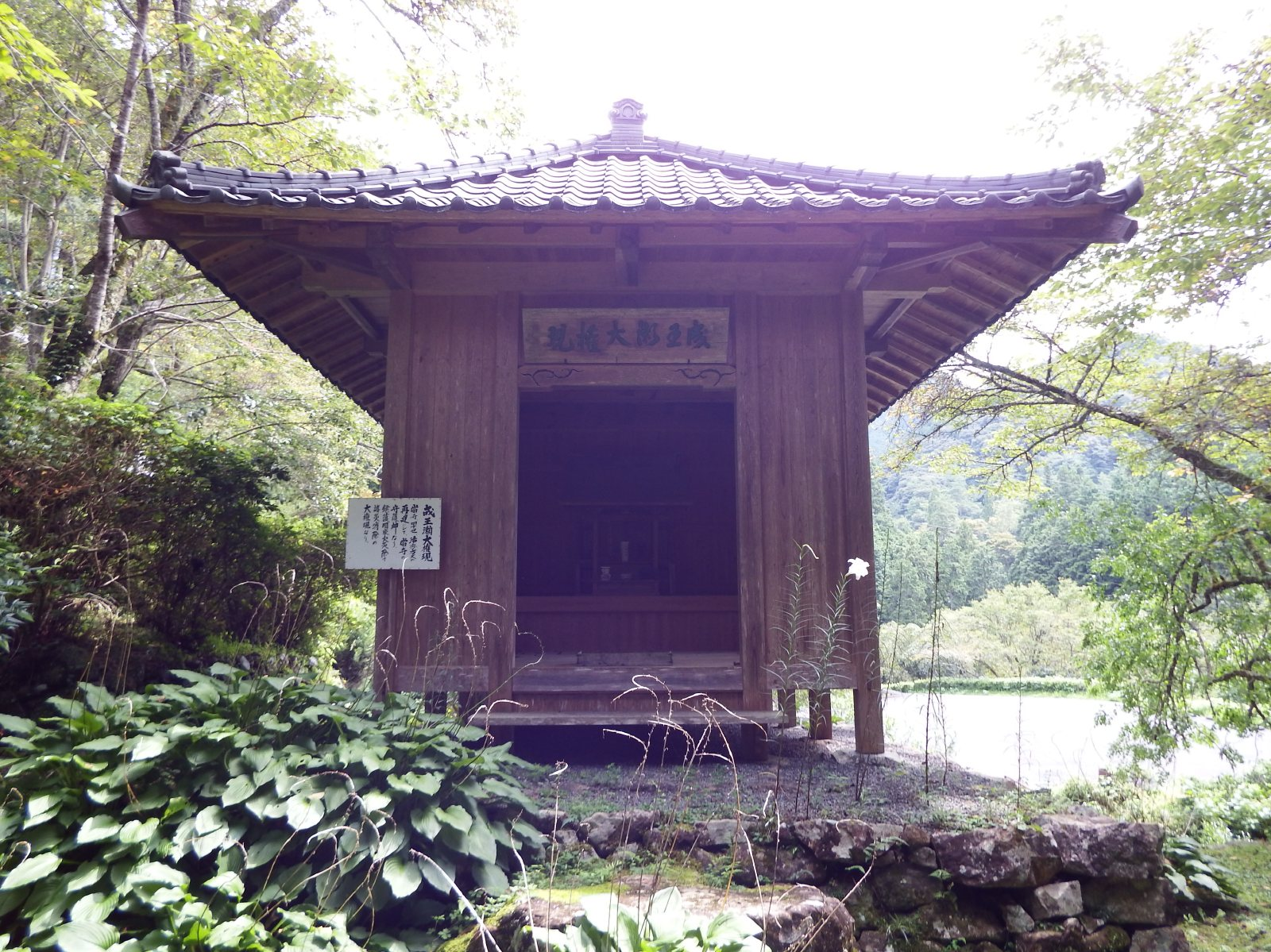
鎮守堂
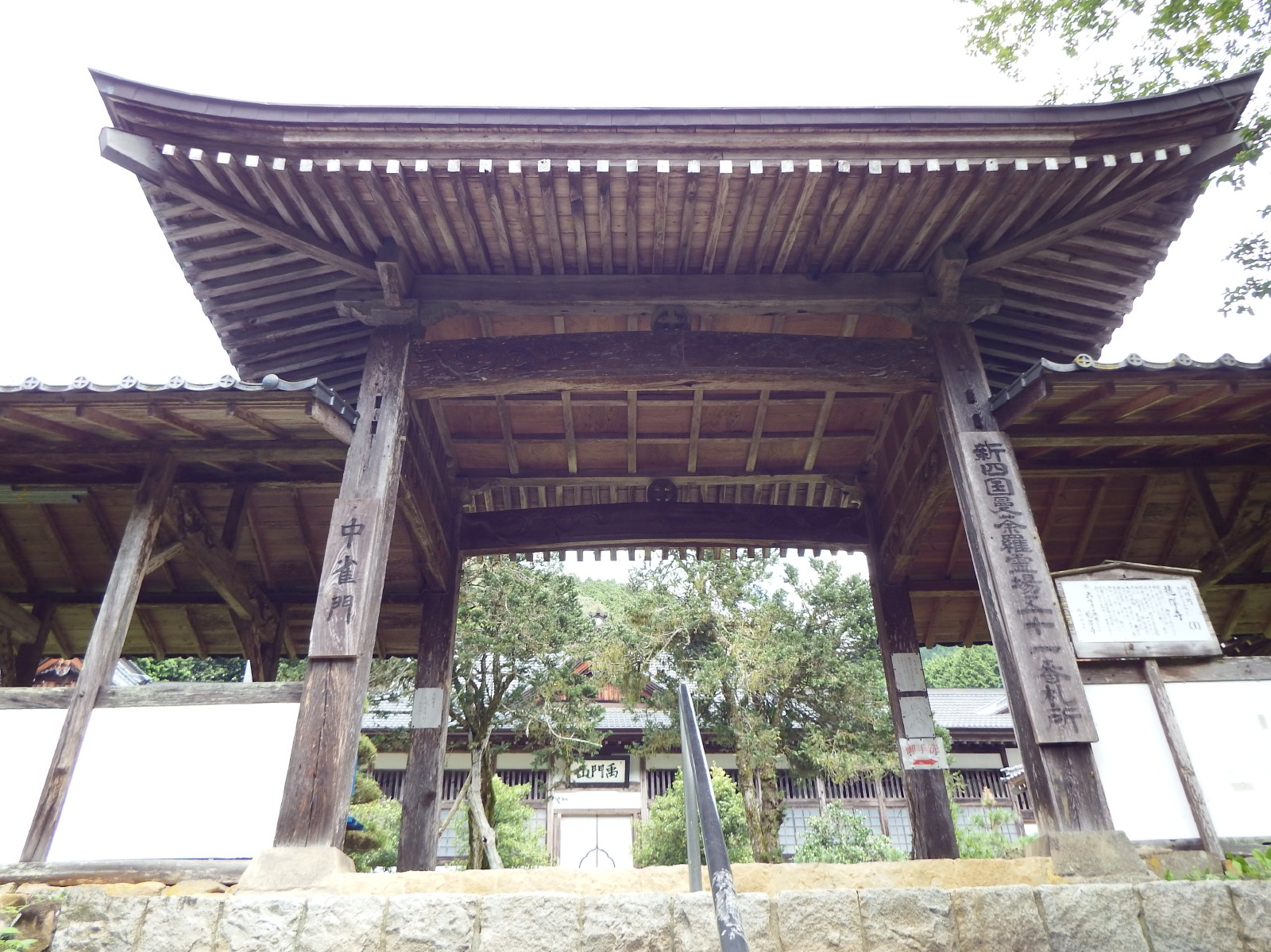
中雀門
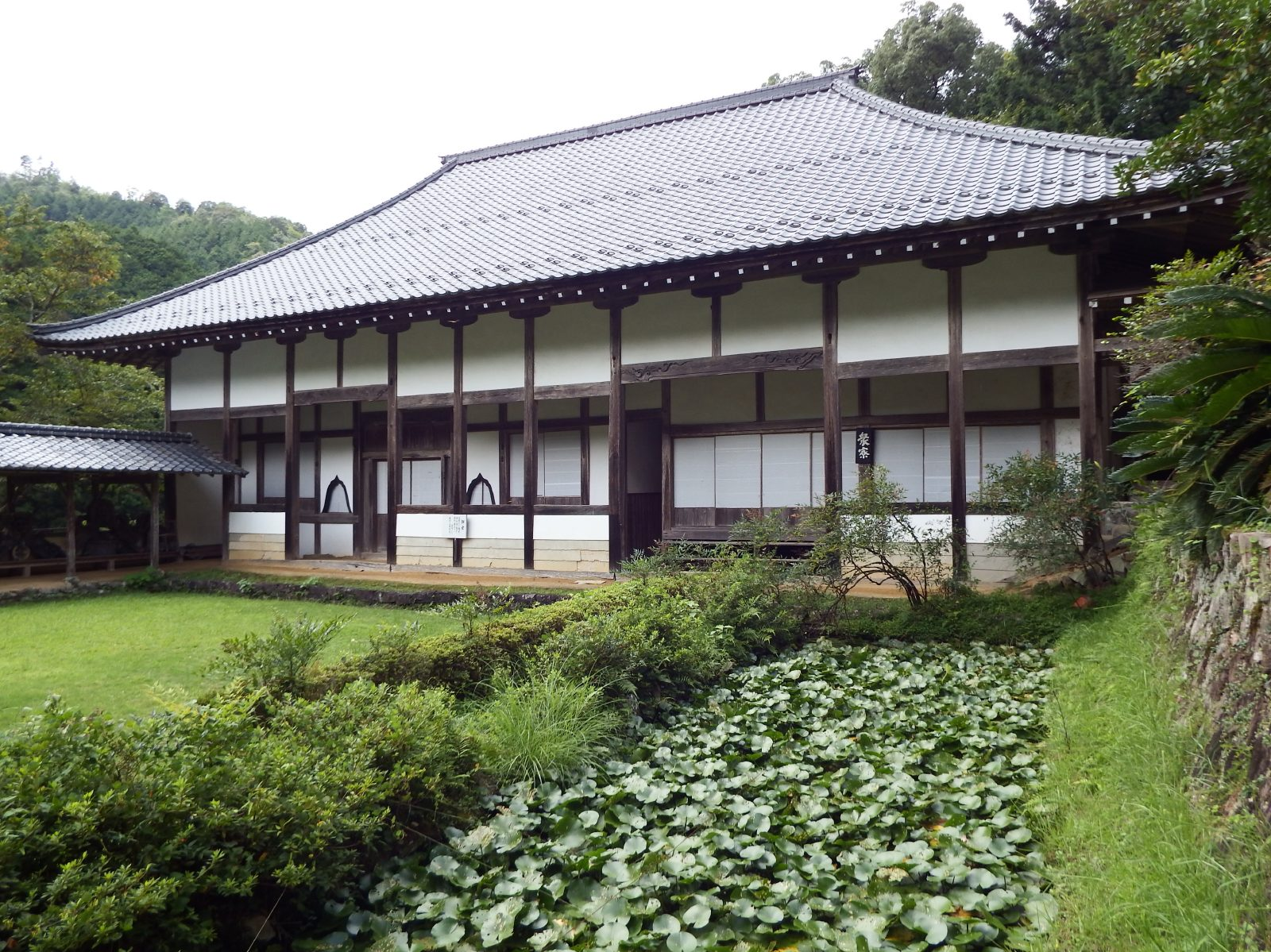
禅堂
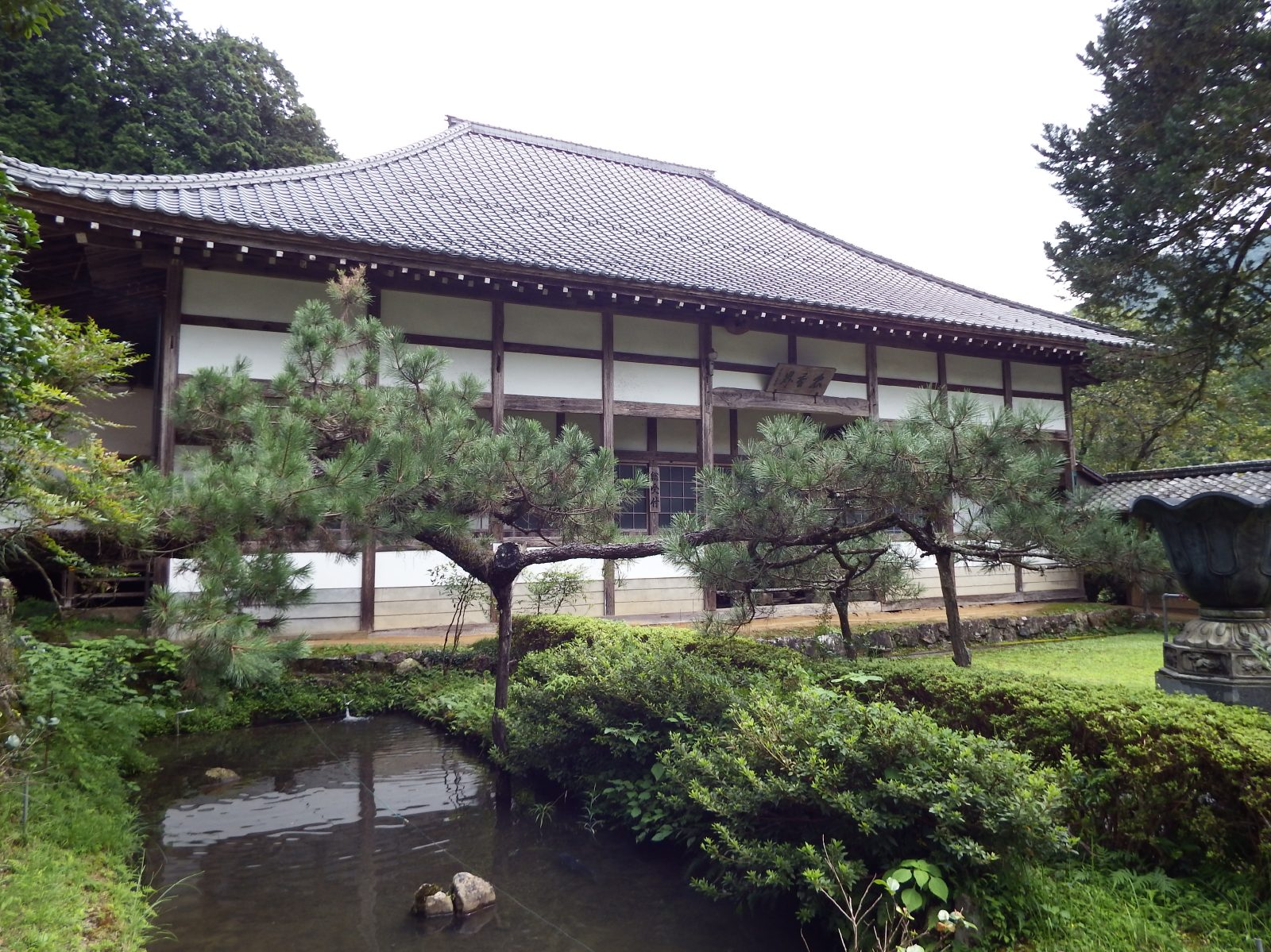
庫裡

- 駐車場は3か所あって、合計で約100台無料

## 文化財
西予市指定文化財
- 「龍澤寺」：西予市指定史跡（1963年3月22日）[6]
- 「龍澤寺・建造物」：西予市指定有形文化財（2003年3月25日）[7]

## 周辺
- 寺の入口の前に「竜沢寺緑地公園」 - 森林浴の森日本百選・自然の中でアウトドアレジャーが満喫できるスポット

## 前後の札所
新四国曼荼羅霊場
50番 高昌寺 -- 51番 龍澤寺 -- 52番 永照寺